# Centruroides sasae
Espèce
Centruroides sasae est une espèce de scorpions de la famille des Buthidae.

## Distribution
Cette espèce est endémique de Porto Rico. Elle se rencontre sur Caja de Muertos.

## Étymologie
Cette espèce est nommée en l'honneur de Rosangie Maria Santiago-Blay surnommée Sasa.

## Publication originale
- Santiago-Blay, 2009 : « Systematics and some aspects of the biology of the scorpions (Arachnida) of the greater Puerto Rico region: a biosystematic synopsis. » Entomological News, vol. 120, no 1, p. 109-124.